# Lételon
Lételon település Franciaországban, Allier megyében. Lakosainak száma 91 fő (2022. január 1.). Lételon Braize, Urçay, Ainay-le-Vieil, Coust és La Perche községekkel határos.

## Népesség
A település népességének változása:
| Lakosok száma | 166  | 155  | 143  | 139  | 114  | 113  | 106  | 92   | 91   | 91   |
|               | 1968 | 1982 | 1990 | 2006 | 2013 | 2015 | 2017 | 2019 | 2020 | 2022 |